# マダラバッタ
マダラバッタ（斑飛蝗、Aiolopus thalassinus tamulus）は、バッタ目バッタ科の昆虫。
成虫の体長は28-35mmほど。後脛節が赤・青・黒の斑模様。翅にも特徴的な斑模様がある。
主に乾燥した草がまばらな草原に産し、トノサマバッタやクルマバッタモドキとも良く混生する。
動作は非常に素早く、また敏感で捕獲しにくい種類である。オスはメスのそばで求愛の時に発音することが知られている。

## 近似種
ヤマトマダラバッタ（ヤマトバッタ）Epacromius japonicus
海岸線に局所的に分布し、マダラバッタよりやや大型。